# Musée Bossuet
Le musée Bossuet est le musée d'art et d'histoire de la ville de Meaux. Situé dans l'ancien palais épiscopal, il porte le nom de l'illustre orateur et théologien Jacques-Bénigne Bossuet, évêque de Meaux de 1681 à 1704.

## Bâtiments

### Le palais épiscopal
Construit au XIIe siècle (vers 1160), puis réaménagé au XVIIIe siècle, le palais épiscopal est aujourd'hui, au niveau architectural, un mélange entre l'art médiéval et la Renaissance. La réalisation la plus intéressante du XVIIIe siècle est la façade sud du palais, en briques et en pierres, et dotée de larges fenêtres à croisées. La façade nord est également représentative du style Grand Siècle. Les salles basses du palais sont les plus anciennes et datent de la seconde moitié du XIIe siècle. Les chapelles basses et hautes datent également de cette époque mais elles ont été agrandies et remaniées au XVe siècle.

### Jardin
Le jardin Bossuet jouxte le palais épiscopal. C'est un jardin à la française en forme de mitre créé au XVIIe siècle, sous l'épiscopat de Dominique Séguier. Il a pris le nom du grand prélat en 1911, lorsqu'il fut ouvert au public comme jardin municipal. En le traversant on accède au cabinet de travail de Jacques-Bénigne Bossuet. Cependant, ce cabinet n'est pas accessible au public.

## Collections

### Peintures et sculptures

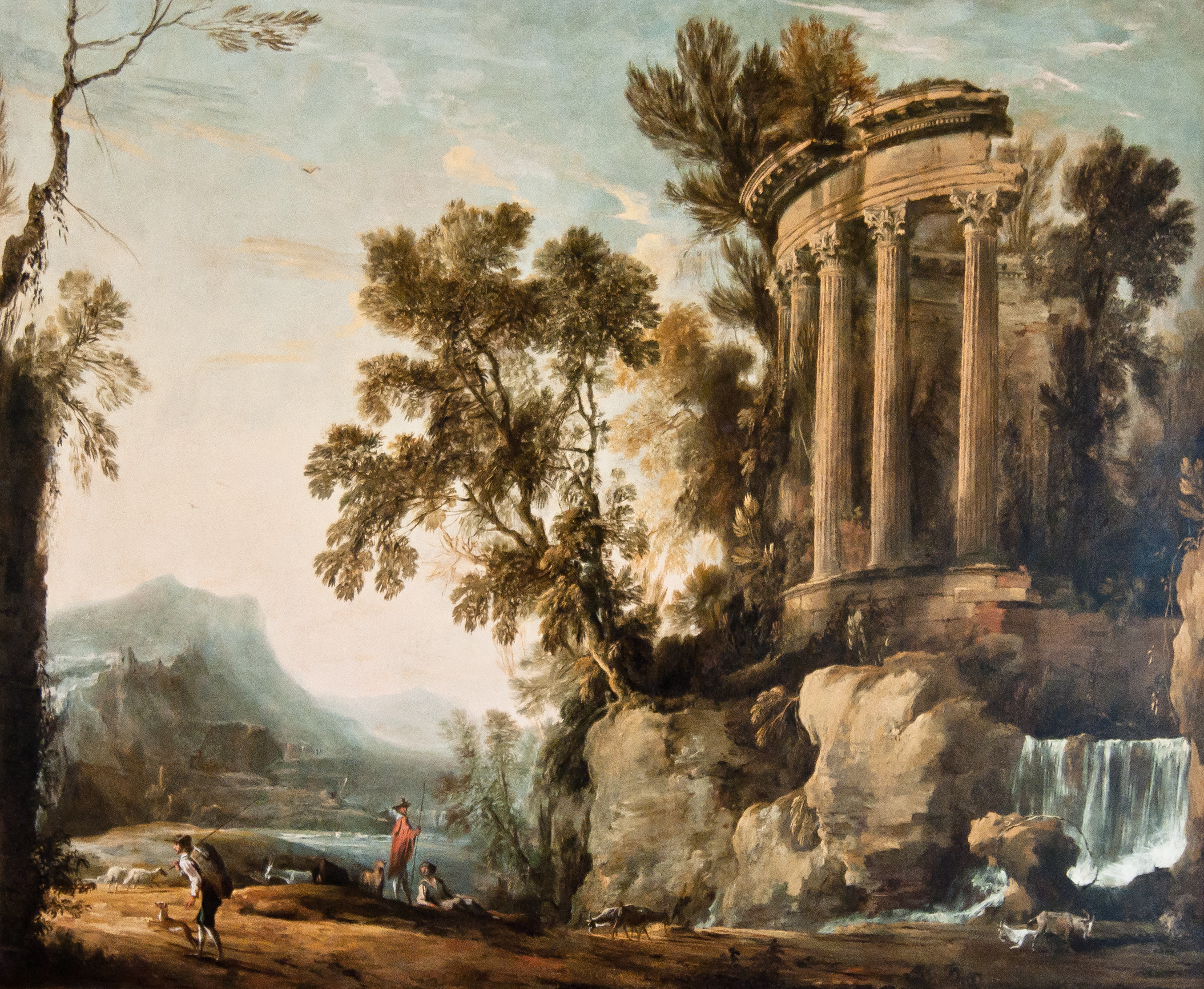
Henri Mauperché : Paysage avec le temple de la Sybille

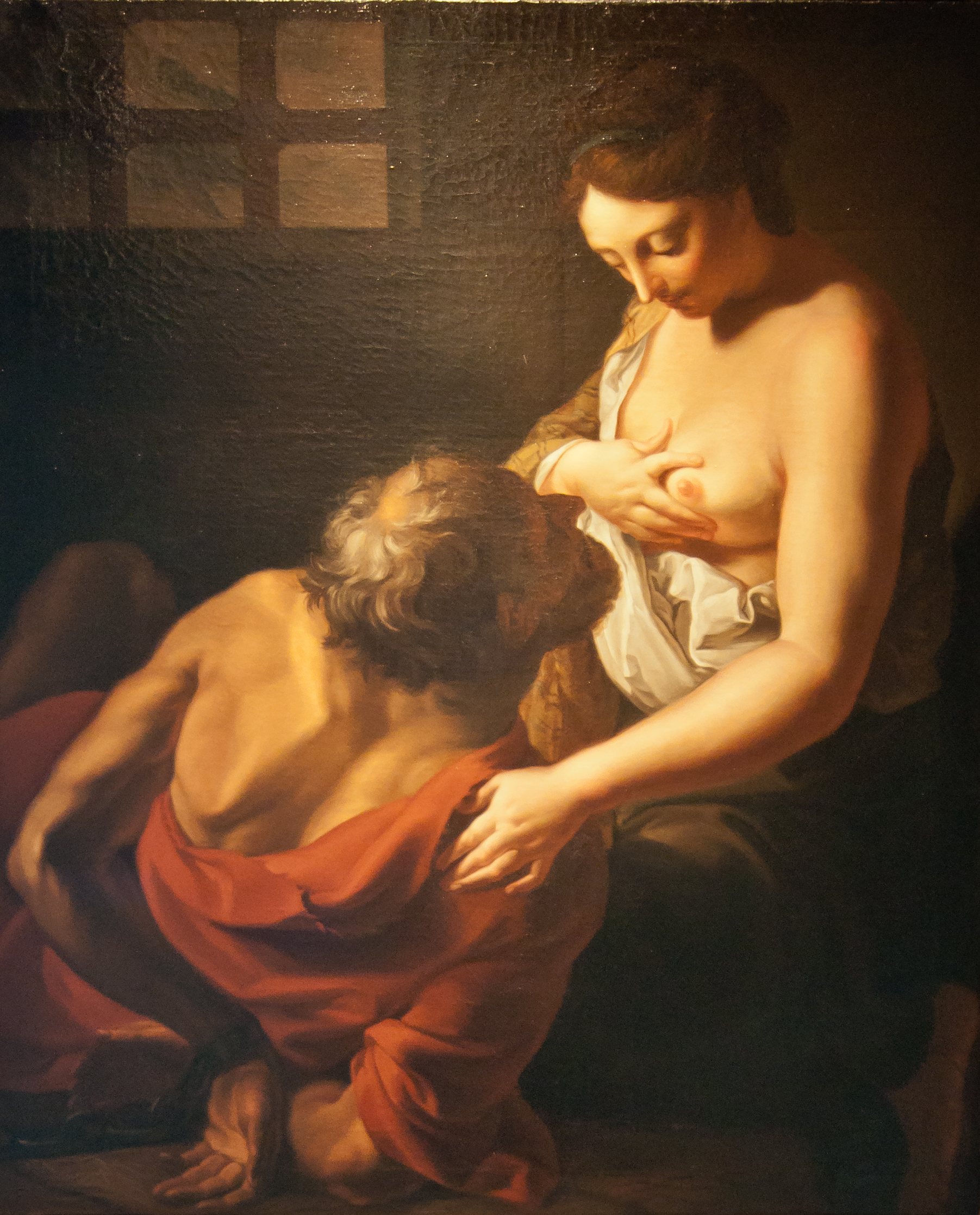
Antoine Rivalz : La Charité

Le palais épiscopal abrite des collections de peintures et de sculptures, ainsi que des objets d'histoire locale. Les collections se sont étoffées notamment grâce au legs du chimiste et collectionneur Henri Moissan en 1914 et, plus récemment, grâce à la donation du neuro-biologiste Jean-Pierre Changeux, qui a enrichi le musée d'une quarantaine d'œuvres dont les dernières sont entrées dans les collections en 2006. Différentes écoles de peinture y sont exposées du XVIe siècle au XXe
- On retrouve pour les XVIe et XVIIe siècles, fort bien représentés, les toiles d'inspiration religieuse de Frans Floris ou Bon Boullogne ainsi que des œuvres de Giovanni Francesco Penni, du Cavalier d'Arpin, du Dominiquin, Claude Deruet, Claude Vignon, Jean Tassel, Jacques Blanchard, des frères Le Nain (L'Adoration des Mages), Henri Mauperché, Sébastien Bourdon (Saint Martin ressuscitant un jeune homme et Laban cherchant ses idoles), Noël Coypel, Jacques Courtois (deux scènes de bataille) ainsi que Charles de La Fosse et Hyacinthe Rigaud.
- Pour le XVIIIe siècle on remarque les scènes de mythologie du XVIIIe siècle de François Verdier et François de Troy et d'autres toiles par Antoine Rivalz, Charles Antoine Coypel, François Lemoyne, Jean Restout, Carle van Loo, Jean-Baptiste Marie Pierre, Philippe-Jacques de Loutherbourg, Jacques Gamelin et Jean-Baptiste Regnault.
- Le XIXe siècle se retrouve à travers les paysages de l'École de Barbizon et les peintures des orientalistes qui forment un bel ensemble.
- Pour les sculptures : des artistes médiévaux anonymes à des artistes tel Edmé Bouchardon ou Louis-Ernest Barrias du XIXe siècle.

### Parcours par salles

#### Rampe d'accès: évêques de Meaux
Le long de la rampe d'accès, de nombreux tableaux représentent les évêques de Meaux successifs.

#### Salles 1 et 2: Le maniérisme
- En Europe : Giuseppe Cesari
- Floris et Senelle : Frans Floris, Jean Senelle

#### Salles 3 et 4: l'époque classique
- Le préclassicisme
- Le Grand Siècle

#### Salles 5 et 6: LeXVIIIesiècle
- La mythologie
- Le néoclassicisme

#### Salles 7: les cabinets Bossuet
Le souvenir de Bossuet évêque de Meaux de 1682 à 1704 est évoqué par ses portraits de Hyacinthe Rigaud et d'après Pierre Mignard réunis dans son ancien cabinet de travail.

#### Salles 8 et 9: LeXIXesiècle
- L'orientalisme et le réalisme
- Le romantisme